# Boeng Tumpun
Boeng Tumpun es una comuna (khum) del distrito de Meanchey, en la provincia de Nom Pen, Camboya. En marzo de 2008 tenía una población estimada de 57 495 habitantes.
Se encuentra ubicada junto a los ríos Mekong y Bassac, al sur del lago Sap (Tonlé Sap).